# Tīrthahalli
Tīrthahalli är en ort i Indien.   Den ligger i distriktet Shimoga och delstaten Karnataka, i den södra delen av landet, 1 700 km söder om huvudstaden New Delhi. Tīrthahalli ligger 620 meter över havet och antalet invånare är 15 422.
Terrängen runt Tīrthahalli är platt. Runt Tīrthahalli är det ganska tätbefolkat, med 120 invånare per kvadratkilometer. Det finns inga andra samhällen i närheten. I omgivningarna runt Tīrthahalli växer huvudsakligen savannskog.